# Volta a Suïssa 2009
La Volta a Suïssa 2009 és la 73a edició de la Volta a Suïssa, una competició ciclista per etapes que es disputa per les carreteres de Suïssa. Aquesta edició es disputà entre el 13 i el 21 de juny de 2009, amb un recorregut de 1.355 km distribuïts en 9 etapes, amb inici a Liechtenstein, amb una petita contrarellotge individual, i final a Berna. La cursa forma part del programa UCI ProTour 2009.
El vencedor final fou el suís Fabian Cancellara, per davant de l'alemany Tony Martin.

## Equips participants
En pertànyer la Volta a Suïssa a l'UCI ProTour, els 18 equips que en formen part hi estan automàticament convidats. A més a més l'organització ha convidat dos equips professionals continentals, el Cervélo TestTeam i el Vorarlberg-Corratec, per formar un total de 20 equips.
Els 20 equips que prenen part en aquesta edició són:
| - Ag2r-La Mondiale - Astana Qazaqstan Team - Bbox Bouygues Telecom - Cervélo TestTeam - Caisse d'Epargne - Cofidis - Euskaltel–Euskadi | - FDJ - Fuji-Servetto - Garmin-Slipstream - Lampre-NGC - Liquigas - Quick Step - Rabobank ProTeam | - Silence-Lotto - Team Columbia-High Road - Team Katusha - Team Milram - Team Saxo Bank - Vorarlberg-Corratec |

## Etapes

### Etapa 1.13 de junyde2009.Mauren-Ruggell, 7,8 km (CRI)
La primera etapa de la present edició consistia en una petita contrarellotge individual dins del veí estat de Liechtenstein, amb una petita ascensió durant la primera part i un descens tècnic per arribar a la meta després d'una recta de 2 km.
El dues vegades campió del món de contrarellotge i actual campió de Suïssa Fabian Cancellara fou el vencedor de l'etapa, amb 19 segons d'avantatge respecte al vigent campió de la cursa, el txec Roman Kreuziger.
|   | Ciclista          | Equip                   | Temps  |
| - | ----------------- | ----------------------- | ------ |
| 1 | Fabian Cancellara | Team Saxo Bank          | 9' 21" |
| 2 | Roman Kreuziger   | Liquigas                | + 19"  |
| 3 | Andreas Klöden    | Astana Qazaqstan Team   | + 22"  |
| 4 | George Hincapie   | Team Columbia-High Road | + 24"  |
| 5 | Tony Martin       | Team Columbia-High Road | + 31"  |

|   | Ciclista          | Equip                   | Temps  |
| - | ----------------- | ----------------------- | ------ |
| 1 | Fabian Cancellara | Team Saxo Bank          | 9' 21" |
| 2 | Roman Kreuziger   | Liquigas                | + 19"  |
| 3 | Andreas Klöden    | Astana Qazaqstan Team   | + 22"  |
| 4 | George Hincapie   | Team Columbia-High Road | + 24"  |
| 5 | Tony Martin       | Team Columbia-High Road | + 31"  |

### Etapa 2.14 de junyde2009.Davos-Davos, 150 km
Aquesta etapa comença a 1400 msnm per tot seguit iniciar un descens de 35 km que ha de dur els ciclistes fins als 500 msnm. Després d'uns 60 km totalment plans pel fons de la vall s'inicia l'ascens fins a tornar al lloc de partida, amb un port de primera i un de tercera categoria abans de l'arribada
L'etapa està marcada per una escapada formada per Javier Aramendia, Josef Benetseder i Hervé Duclos-Lassalle, que aconsegueixen una màxima diferència de 2'30", però a manca de 25 km són agafats pel gran grup. En aquell moment ataca Tony Martin, el qual passarà pel port de primera en primera posició, però serà agafat a 6 km de l'arribada per la feina feta pels equips dels esprínters. Bernhard Eisel s'imposarà a l'arribada per davant de Gerald Ciolek i Óscar Freire.
|   | Ciclista           | Equip                   | Temps      |
| - | ------------------ | ----------------------- | ---------- |
| 1 | Bernhard Eisel     | Team Columbia-High Road | 3h 36' 54" |
| 2 | Gerald Ciolek      | Milram                  | m. t.      |
| 3 | Óscar Freire       | Rabobank ProTeam        | m. t.      |
| 4 | Francesco Gavazzi  | Liquigas                | m. t.      |
| 5 | José Joaquín Rojas | Caisse d'Epargne        | m. t.      |

|   | Ciclista          | Equip                   | Temps      |
| - | ----------------- | ----------------------- | ---------- |
| 1 | Fabian Cancellara | Team Saxo Bank          | 3h 46' 12" |
| 2 | Roman Kreuziger   | Liquigas                | + 22"      |
| 3 | Andreas Klöden    | Astana Qazaqstan Team   | + 25"      |
| 4 | George Hincapie   | Team Columbia-High Road | + 27"      |
| 5 | Tony Martin       | Team Columbia-High Road | + 34"      |

### Etapa 3.15 de junyde2009.Davos-Lumino, 195 km
Els primers 100 km de l'etapa tenen una tendència al descens, tot i algunes pujades no puntuables. A partir d'aquell moment comença l'ascensió al Lukmanier Pass, a quasi 2000 msnm. La part final de l'etapa, una vegada acabat el descens, és plana
El dia comença amb una escapada formada per Will Frischkorn, Enrico Gasparotto, Samuel Dumoulin i Marlon Pérez Arango, que arriben a tenir una màxima diferència de 3' al capdamunt del Lukmanier Pass. La feina dels equips dels esprínters i l'amenaça de Gasparotto de cara a la general van fer que el gran grups tirés amb força i els acabés agafant a manca de 3 km. Ryder Hesjedal tried a solo move when the catch occurred, but he was caught with a little over 1 km to go. A l'esprint Mark Cavendish s'imposà a Óscar Freire i Thor Hushovd.
|   | Ciclista           | Equip                   | Temps      |
| - | ------------------ | ----------------------- | ---------- |
| 1 | Mark Cavendish     | Team Columbia-High Road | 4h 39' 27" |
| 2 | Óscar Freire       | Rabobank ProTeam        | m. t.      |
| 3 | Thor Hushovd       | Cervélo TestTeam        | m. t.      |
| 4 | Francesco Gavazzi  | Lampre-N.G.C.           | m. t.      |
| 5 | José Joaquín Rojas | Caisse d'Epargne        | m. t.      |

|   | Ciclista          | Equip                   | Temps      |
| - | ----------------- | ----------------------- | ---------- |
| 1 | Fabian Cancellara | Team Saxo Bank          | 3h 46' 12" |
| 2 | Roman Kreuziger   | Liquigas                | + 22"      |
| 3 | Andreas Klöden    | Astana Qazaqstan Team   | + 25"      |
| 4 | George Hincapie   | Team Columbia-High Road | + 27"      |
| 5 | Tony Martin       | Team Columbia-High Road | + 34"      |

### Etapa 4.16 de junyde2009.Biasca-Stäfa, 197 km
Primera part d'etapa d'alta muntanya, amb l'ascensió al Gotthardpass, el punt més elevat d'aquesta edició amb 2108 msnm. Més endavant els ciclistes han de superar un port de segona categoria a 50 km de l'arribada.
L'etapa s'inicia amb una escapada molt nombrosa, de 26 ciclistes. El millor situat de tots ells és Tony Martin, a poc més de mig minut de Cancellara. Amb tot, no podrà passar una segona criba, en què sols 9 dels 26 queden al capdavant.
Tadej Valjavec fou el primer a atacar dins el grup d'escapat per tal de guanyar l'etapa, però Matti Breschel i Andy Schleck ho eviten. El següent en provar sort fou Thomas Rohregger, però fou agadat a 150 metres de l'arribada. Finalment el vencedor fou Breschel, que superà a la mateixa línia de meta Maksim Iglinski. Valjavec es convertia en el nou líder.
|   | Ciclista        | Equip                 | Temps      |
| - | --------------- | --------------------- | ---------- |
| 1 | Matti Breschel  | Team Saxo Bank        | 3h 57' 03" |
| 2 | Maksim Iglinski | Astana Qazaqstan Team | m. t.      |
| 3 | Tadej Valjavec  | Ag2r-La Mondiale      | m. t.      |
| 4 | Peter Velits    | Milram                | m. t.      |
| 5 | Oliver Zaugg    | Liquigas              | m. t.      |

|   | Ciclista         | Equip            | Temps       |
| - | ---------------- | ---------------- | ----------- |
| 1 | Tadej Valjavec   | Ag2r-La Mondiale | 13h 27' 57" |
| 2 | Andy Schleck     | Team Saxo Bank   | + 2"        |
| 3 | Peter Velits     | Milram           | + 11"       |
| 4 | Thomas Rohregger | Milram           | + 13"       |
| 5 | Oliver Zaugg     | Liquigas         | + 14"       |

### Etapa 5.17 de junyde2009.Stäfa-Serfaus, 202 km
Etapa reina de la present edició de la Volta a Suïssa, amb quatre ports de muntanya puntuables, dos de primera categoria i dos de tercera. Dos d'aquests ports es troben en els darrers quilòmetres de l'etapa, amb un port de 1a a manca de 10 km i un de 3a l'arribada final.
Nombroses escapades es produïren durant tota l'etapa. La primera fou de Pascal Hungerbühler, que va córrer escapat durant els primers 150 km. Una vegada agafat foren nombrosos els intents d'escapada, formant-se finalment un grup de 15 corredors on hi havia tots els grans favorits. Tot i els intents de Tony Martin per marxar en solitori fou Michael Albasini el que guanyà l'etapa a l'esprint. Andy Schleck fou el gran perjudicat de l'etapa, perdent més d'un minut respecte al líder.
|   | Ciclista          | Equip                   | Temps      |
| - | ----------------- | ----------------------- | ---------- |
| 1 | Michael Albasini  | Team Columbia-High Road | 5h 24' 04" |
| 2 | Fabian Cancellara | Team Saxo Bank          | m. t.      |
| 3 | Damiano Cunego    | Lampre-NGC              | m. t.      |
| 4 | Oliver Zaugg      | Liquigas                | m. t.      |
| 5 | Vladímir Karpets  | Team Katusha            | m. t.      |

|   | Ciclista          | Equip                 | Temps       |
| - | ----------------- | --------------------- | ----------- |
| 1 | Tadej Valjavec    | Ag2r-La Mondiale      | 18h 52' 01" |
| 2 | Oliver Zaugg      | Liquigas              | + 14"       |
| 3 | Fabian Cancellara | Team Saxo Bank        | + 14"       |
| 4 | Roman Kreuziger   | Liquigas              | + 42"       |
| 5 | Andreas Klöden    | Astana Qazaqstan Team | + 45"       |

### Etapa 6.18 de junyde2009.Oberriet-Bad Zurzach, 178 km
Aquesta és una etapa bàsicament plana, amb un port de segona categoria només començar i dos ports de tercera en els darrers quilòmetres.
Reto Hollenstein és el protagonista de l'etapa, amb una escapada que s'acaba a manca de 20 km per a l'arribada. Els equips dels esprínters no volien deixar passar un bona oportunitat per arribar plegats a l'arribada i jugar-se la victòria a l'esprint. En aquest, el més fort fou, nòvament, Mark Cavendish per davant d'Óscar Freire. Fabian Cancellara va aprofitar per passar a la segona posició de la general en guanyar 5" de bonificacions.
|   | Ciclista          | Equip                   | Temps      |
| - | ----------------- | ----------------------- | ---------- |
| 1 | Mark Cavendish    | Team Columbia-High Road | 4h 18' 26" |
| 2 | Óscar Freire      | Rabobank ProTeam        | m. t.      |
| 3 | Francesco Gavazzi | Liquigas                | m. t.      |
| 4 | Thor Hushovd      | Cervélo TestTeam        | m. t.      |
| 5 | Jurgen Roelandts  | Silence-Lotto           | m. t.      |

|   | Ciclista          | Equip                 | Temps       |
| - | ----------------- | --------------------- | ----------- |
| 1 | Tadej Valjavec    | Ag2r-La Mondiale      | 23h 10' 27" |
| 2 | Fabian Cancellara | Team Saxo Bank        | + 9"        |
| 3 | Oliver Zaugg      | Liquigas              | + 14"       |
| 4 | Roman Kreuziger   | Liquigas              | + 42"       |
| 5 | Andreas Klöden    | Astana Qazaqstan Team | + 45"       |

### Etapa 7.19 de junyde2009.Bad Zurzach-Vallorbe Juraparc, 204 km
Etapa bàsicament plana durant els primers 180 km per acabar amb una brusca ascensió a dos ports en els darrers 20 km, el darrer d'ells de 2a categoria i punt d'arribada de l'etpa.
L'escapada del dia va estar formada per 4 ciclistes entre els quals hi havia José Joaquín Rojas i Gerald Ciolek, però a 13 km per l'arribada foren agafats. L'ascens al darrers dels ports va propiciar la lluita entre els favorits, escapant-se Roman Kreuziger, el qual va tenir una màxima diferència de 15". En els darrers metres es va confiar, cosa que va permetre la victòria final de Kim Kirchen. A 7" arribà el grup de favorits, sense canviar res a la general.
|   | Ciclista        | Equip                   | Temps      |
| - | --------------- | ----------------------- | ---------- |
| 1 | Kim Kirchen     | Team Columbia-High Road | 4h 56' 41" |
| 2 | Roman Kreuziger | Liquigas                | + 2"       |
| 3 | Peter Velits    | Milram                  | + 7"       |
| 4 | Oliver Zaugg    | Liquigas                | m. t.      |
| 5 | Eros Capecchi   | Fuji-Servetto           | m. t.      |

|   | Ciclista          | Equip                 | Temps       |
| - | ----------------- | --------------------- | ----------- |
| 1 | Tadej Valjavec    | Ag2r-La Mondiale      | 28h 07' 00" |
| 2 | Fabian Cancellara | Team Saxo Bank        | + 9"        |
| 3 | Oliver Zaugg      | Liquigas              | + 14"       |
| 4 | Roman Kreuziger   | Liquigas              | + 31"       |
| 5 | Andreas Klöden    | Astana Qazaqstan Team | + 45"       |

### Etapa 8.20 de junyde2009.Le Sentier-Crans-Montana, 182 km
Etapa amb un recorregut molt similar a l'anterior. Un primer tram pla i uns quilòmetres finals en ascens, en aquest cas a un port de 3a i de 1a categoria.
Bastants intents d'escapada van tenir lloc en els primers quilòmetre d'etapa, però el control exercit pels equips dels favorits a la general van evitar que aquestes fructifiquessin. En els darrers quilòmetres el fort marcatge entre els favorits fou aprofitat per Tony Martin per a obtenir la victòria, la sisena del seu equip en aquesta edició. Cancellara, novament, retalla diferències respecte al líder.
|   | Ciclista          | Equip                   | Temps      |
| - | ----------------- | ----------------------- | ---------- |
| 1 | Tony Martin       | Team Columbia-High Road | 4h 56' 41" |
| 2 | Damiano Cunego    | Lampre-NGC              | m. t.      |
| 3 | Fabian Cancellara | Team Saxo Bank          | + 2"       |
| 4 | Tadej Valjavec    | Ag2r-La Mondiale        | m. t.      |
| 5 | Kim Kirchen       | Team Columbia-High Road | m. t.      |

|   | Ciclista          | Equip                   | Temps       |
| - | ----------------- | ----------------------- | ----------- |
| 1 | Tadej Valjavec    | Ag2r-La Mondiale        | 32h 19' 48" |
| 2 | Fabian Cancellara | Team Saxo Bank          | + 4"        |
| 3 | Roman Kreuziger   | Liquigas                | + 28"       |
| 4 | Tony Martin       | Team Columbia-High Road | + 39"       |
| 5 | Andreas Klöden    | Astana Qazaqstan Team   | + 45"       |

### Etapa 9.21 de junyde2009.Berna-Berna, 39 km (CRI)
La darrera etapa és una contrarellotge individual sense cap dificultat muntanyosa.
Fabian Cancellara fa una excel·lent contrarellotge, amb la qual recupera els 4" de desavantatge que tenia respecte al fins aleshores líder Tadej Valjavec, i aconseguix imposar-se a la general amb més de 2' sobre Tony Martin, segon classificat a la general.
|   | Ciclista          | Equip                   | Temps    |
| - | ----------------- | ----------------------- | -------- |
| 1 | Fabian Cancellara | Team Saxo Bank          | 45' 59"  |
| 2 | Tony Martin       | Team Columbia-High Road | + 1' 27" |
| 3 | Thomas Dekker     | Silence-Lotto           | + 1' 42" |
| 4 | Marcus Burghardt  | Team Columbia-High Road | + 1' 43" |
| 5 | Sylvain Chavanel  | Quick Step              | + 1' 48" |

|   | Ciclista          | Equip                   | Temps       |
| - | ----------------- | ----------------------- | ----------- |
| 1 | Fabian Cancellara | Team Saxo Bank          | 33h 05' 51" |
| 2 | Tony Martin       | Team Columbia-High Road | + 2' 02"    |
| 3 | Roman Kreuziger   | Liquigas                | + 2' 24"    |
| 4 | Andreas Klöden    | Astana Qazaqstan Team   | + 2' 50"    |
| 5 | Vladímir Karpets  | Team Katusha            | + 3' 18"    |

## Classificacions finals

### Classificació general
|    | Ciclista          | Equip                   | Temps       |
| -- | ----------------- | ----------------------- | ----------- |
| 1  | Fabian Cancellara | Team Saxo Bank          | 33h 05' 51" |
| 2  | Tony Martin       | Team Columbia-High Road | + 2' 02"    |
| 3  | Roman Kreuziger   | Liquigas                | + 2' 24"    |
| 4  | Andreas Klöden    | Astana Qazaqstan Team   | + 2' 50"    |
| 5  | Vladímir Karpets  | Team Katusha            | + 3' 18"    |
| 6  | Damiano Cunego    | Lampre-NGC              | + 3' 23"    |
| 7  | Tadej Valjavec    | Ag2r-La Mondiale        | + 3' 45"    |
| 8  | Rein Taaramäe     | Cofidis                 | + 4' 04"    |
| 9  | Kim Kirchen       | Team Columbia-High Road | + 4' 04"    |
| 10 | Maxime Monfort    | Team Columbia-High Road | + 4' 08"    |

### Classificació de la muntanya
|   | Ciclista          | Equip                   | Punts |
| - | ----------------- | ----------------------- | ----- |
| 1 | Tony Martin       | Team Columbia-High Road | 62    |
| 2 | Maksim Iglinski   | Astana Qazaqstan Team   | 26    |
| 3 | Silvere Ackermann | Vorarlberg-Corratec     | 21    |

### Classificació per punts
|   | Ciclista          | Equip                   | Punts |
| - | ----------------- | ----------------------- | ----- |
| 1 | Fabian Cancellara | Team Saxo Bank          | 70    |
| 2 | Mark Cavendish    | Team Columbia-High Road | 50    |
| 3 | Roman Kreuziger   | Liquigas                | 50    |

### Classificació dels esprints
|   | Ciclista          | Equip          | Punts |
| - | ----------------- | -------------- | ----- |
| 1 | Enrico Gasparotto | Lampre-NGC     | 21    |
| 2 | Fabian Cancellara | Team Saxo Bank | 16    |
| 3 | Andy Schleck      | Team Saxo Bank | 12    |

### Classificació per equips
|   | Equip                   | Temps       |
| - | ----------------------- | ----------- |
| 1 | Team Saxo Bank          | 99h 23' 58" |
| 2 | Team Columbia-High Road | + 2' 03"    |
| 3 | Liquigas                | + 11' 03"   |

## Evolució de les classificacions
| Etapa (Vencedor)                | Classificació general | Classificació de la muntanya | Classificació per punts | Classificació dels esprints | Classificació per equips |
| ------------------------------- | --------------------- | ---------------------------- | ----------------------- | --------------------------- | ------------------------ |
| Etapa 1 (CRI) Fabian Cancellara | Fabian Cancellara     | no s'entrega                 | Fabian Cancellara       | no s'entrega                | Team Saxo Bank           |
| Etapa 2 Bernhard Eisel          | Fabian Cancellara     | Tony Martin                  | Fabian Cancellara       | Fabian Cancellara           | Team Saxo Bank           |
| Etapa 3 Mark Cavendish          | Fabian Cancellara     | Tony Martin                  | Óscar Freire            | Enrico Gasparotto           | Team Saxo Bank           |
| Etapa 4 Matti Breschel          | Tadej Valjavec        | Tony Martin                  | Óscar Freire            | Andy Schleck                | Team Saxo Bank           |
| Etapa 5 Michael Albasini        | Tadej Valjavec        | Tony Martin                  | Fabian Cancellara       | Enrico Gasparotto           | Team Saxo Bank           |
| Etapa 6 Mark Cavendish          | Tadej Valjavec        | Tony Martin                  | Mark Cavendish          | Enrico Gasparotto           | Team Saxo Bank           |
| Etapa 7 Kim Kirchen             | Tadej Valjavec        | Tony Martin                  | Mark Cavendish          | Enrico Gasparotto           | Team Saxo Bank           |
| Etapa 8 Tony Martin             | Tadej Valjavec        | Tony Martin                  | Fabian Cancellara       | Enrico Gasparotto           | Team Saxo Bank           |
| Etapa 9 (CRI) Fabian Cancellara | Fabian Cancellara     | Tony Martin                  | Fabian Cancellara       | Enrico Gasparotto           | Team Saxo Bank           |
| Final                           | Fabian Cancellara     | Tony Martin                  | Fabian Cancellara       | Enrico Gasparotto           | Team Saxo Bank           |